# Otophryne robusta
Otophryne robusta es una especie de anfibio anuro de la familia Microhylidae. Se encuentra en Guayana y Venezuela entre los 700 y los 1400 m s. n. m. Posiblemente también en Brasil. Habita selvas tropicales, donde es activo durante el día cerca de arroyos. Sus renacuajos se desarrollan en arroyos.